# Andesembia popayanae
Andesembia popayanae är en insektsart som beskrevs av Ross 2003. Andesembia popayanae ingår i släktet Andesembia och familjen Andesembiidae.
Artens utbredningsområde är Colombia. Inga underarter finns listade i Catalogue of Life.